# Heteropoda malitiosa
Heteropoda malitiosa är en spindelart som beskrevs av Simon 1906. Heteropoda malitiosa ingår i släktet Heteropoda och familjen jättekrabbspindlar. Inga underarter finns listade i Catalogue of Life.